# Мисаго, Огюстен
Огюстен Мисаго (руанда Augustin Misago, 1943 год, Руанда-Урунди — 12 марта 2012 года, Гиконгоро, Руанда) — католический прелат, первый епископ Гиконгоро с 30 марта 1992 года по 12 марта 2012 год.

## Биография
25 июля 1971 года Огюстен Мисаго был рукоположён в священника. Был ректором католической семинарии в городе Ньакибанда.
30 марта 1992 года Римский папа Иоанн Павел II учредил епархию Гиконгоро и назначил Огюстена Мисаго её первым епископом. 28 июня 1992 года состоялось рукоположение Огюстена Мисаго в епископа, которое совершил кардинал Йозеф Томко в сослужении с епископом Бутаре Жаном-Батистом Гахаманьи и епископом Бьюмбы Жозе Рузинданой.
В 1999 году Огюстен Мисаго был арестован по обвинению в участии руандийского геноцида. Во время судебного процесса ему было предъявлено обвинение в ответственности за убийство 30 студентов, которые, как считало обвинение, просили у него защиты. Находился 14 месяцев в заключении, после чего с него было снято обвинение и он был освобождён из заключения.
Скончался 12 марта 2012 года в городе Гиконгоро.